# Miguel Yanguas
Miguel Yanguas Díez (Motril, 18 marzo 2002) è un giocatore spagnolo professionista di padel.

## Carriera
Ha inziato a giocare a padel sin da giovanissimo a Motril, la sua città natale in Spagna. È entrato a far parte del circuito professionistico del World Padel Tour nel 2018, raggiungendo la sua prima finale nel Melilla Challenger, insieme ad Álex Arroyo, concludendo la stagione al 164° posto assoluto del WPT.
Nel 2019 è riuscito a raggiungere il tabellone in quattro tornei: al Master di Madrid, ne Challenger Outeiros de Rei, al Menorca Open ed al Paris Challenger, permettendo alla coppia di concludere la stagione all'82° posto assoluto nella classifica generale. Nel 2020 ha raggiunto il tabellone finale in cinque occasioni: al Marbella Master, al Madrid Open, al WPT Valencia Open, concludendo la stagione al 58° posto.
Dopo una stagione segnata dalla riduzione dei tornei, Yanguas si è unito a Iván Ramírez come compagno sportivo, con il quale aveva già conquistato il campionato campionato mondiale juniores nel 2019. Nel primo torneo della stagione raggiunsero i quarti di finale. Dopo la prima metà della stagione, la coppia si divise con Yanguas che si unì a Miguel Lamperti.
Nel 2023, ha giocato al fianco del campione Fernando Belasteguín, raggiunendo due volte le semifinali. I buoni risultati, hanno permesso alla coppia di qualificarsi per la finale Master, alla quale Yanguas ha dovuto partecipare insieme a Sanyo Gutiérrez dopo l'infortunio di Belasteguín.
Nel 2024 ha annunciato Javier Garrido come nuovo compagno.